# Jagdtiger
Panzerjäger Tiger Ausf. B Jagdtiger (inventariat cu denumirea SdKfz 186) a fost un vânător de tancuri (Jagdpanzer, în limba germană) fabricat și utilizat de către Germania nazistă. A fost cel mai greu vehicul blindat de luptă folosit în al Doilea Război Mondial, având la bază șasiul tancului Tiger II.
Deși era excelent protejat și înarmat, vehiculul era afectat des de probleme tehnice și mecanice, din cauza greutății excesive. Fiind fabricat în număr limitat, doar trei vehicule au fost păstrate până în prezent.

## Proiectare
La începutul anului 1943, Statul Major German a decis montarea unui tun de calibru 128 mm pe șasiul tancului Tiger I sau Panther. Vehiculul urma să fie folosit ca un vânător de tancuri greu. Șasiul tancului Panther nu s-a dovedit a fi potrivit pentru conversie. O machetă din lemn a fost construită pe șasiul tancului greu Tiger II și i-a fost prezentată lui Hitler pe 20 octombrie 1943, în Prusia Răsăriteană. Două prototipuri au fost construite până în februarie 1944: unul cu opt galeți intercalați care foloseau o suspensie Porsche (număr de inventar: 305001) și un prototip cu nouă galeți intercalați care foloseau o suspensie Henschel (număr de inventar: 305002), similară celei folosite de tancurile Tiger II fabricate în serie. Vehiculul a fost denumit inițial Jagdpanzer VI, însă a fost redenumit Jagdtiger. Numărul SdKfz repartizat era 186.

## Design

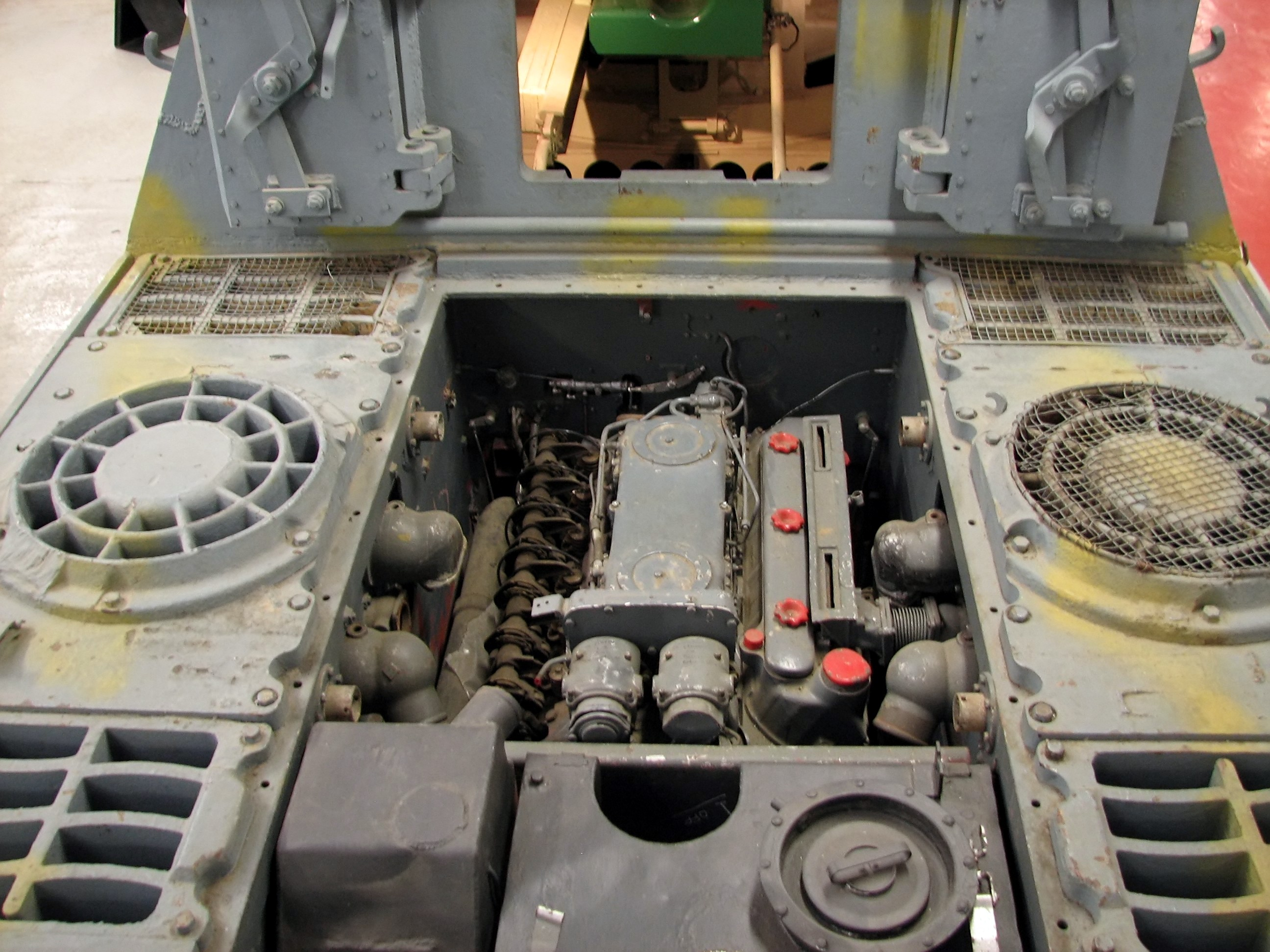
Camera energetică a vehiculului și partea din spate a suprastructurii, cu obloanele de acces ale celor doi încărcători deschise.

Jagdtiger avea o construcție similară vehiculelor Jagdpanzer construite până atunci de Germania nazistă. O suprastructură de tip cazemată era montată pe șasiul extins al tancului greu Tiger II. Vehiculul avea un blindaj foarte gros și era dotat cu tunul de calibrul 128 mm PaK 44 L/55, capabil să penetreze blindajul oricărui tanc al Aliaților, chiar și la distanță mare (mai mult de 3,5 kilometri). Suprastructura avea un blindaj frontal gros de 250 mm, iar carcasa avea în partea frontală o grosime de 150 mm. Tunul avea un câmp de rotire orizontal de doar 10°. Vehiculul trebuia rotit cu totul pentru a ochi țintele rapide sau cele aflate în afara acestui unghi. 
Din cauza greutății enorme (76 de tone cu tot cu echipaj și muniție), Jagdtiger avea numeroase probleme de ordin tehnic și mecanic. Motorul folosit nu era suficient de puternic pentru masa vehiculului. Viteza maximă pe teren frământat era de doar 14,5 km/h și era obținută prin exploatarea la maxim a motorului. Autonomia și consumul de combustibil erau afectate. Din cauza mobilității reduse, vânătorii de tancuri Jagdtiger erau deseori folosiți ca niște cazemate mobile. Majoritatea vehiculelor au fost pierdute din cauza avariilor mecanice și lipsei de combustibil decât din cauza inamicului.

## Producție
Wehrmachtul a comandat inițial 150 de vehicule, însă puțin peste jumătate din acest număr au fost construite între iulie 1944 și mai 1945. Unsprezece vehicule au fost construite cu suspensia Porche (cu opt galeți, având seriile 305001 și 305003 - 305012), restul vehiculelor au folosit suspensia Henschel (cu nouă galeți). Numărul total de vehicule construite variază de la 77 la 88 de exemplare, în funcție de surse. Ultimul vehicul care a avut pastă antimagnetică Zimmerit aplicată pe carcasă a fost numărul 305011, fabricat în septembrie 1944.

## Utilizare în luptă
Două batalioane antitanc grele (schwere Panzerjäger-Abteilung), numărul 512 și 653, au folosit Jagdtiger începând cu luna septembrie 1944. Majoritatea vehiculelor au fost distruse de propriile echipaje din cauza avariilor mecanice și a lipsei de combustibil. În practică, vehiculele erau folosite în operațiuni strict defensive din cauza mobilității reduse. Vânătorii de tancuri Jagdtiger aveau o rată de foc foarte mică din cauza tunului PaK 44, care necesita o încărcătură propulsivă separată de proiectil. Vehiculul blindat avea doar 40 de lovituri la dispoziție.

## Jagdtiger în muzee
Trei vânători au fost păstrați până în prezent:
- Jadgtiger cu numărul de serie 305004 (suspensie Porsche), expus la Muzeul Tancului din Bovington, Anglia.
- Jadgtiger cu numărul de serie 305020, expus la muzeul United States Army Ordnance Museum din Aberdeen, Maryland, SUA.
- Jadgtiger cu numărul de serie 305083, expus la Muzeul Tancului din Kubinka, Rusia.

## Variante

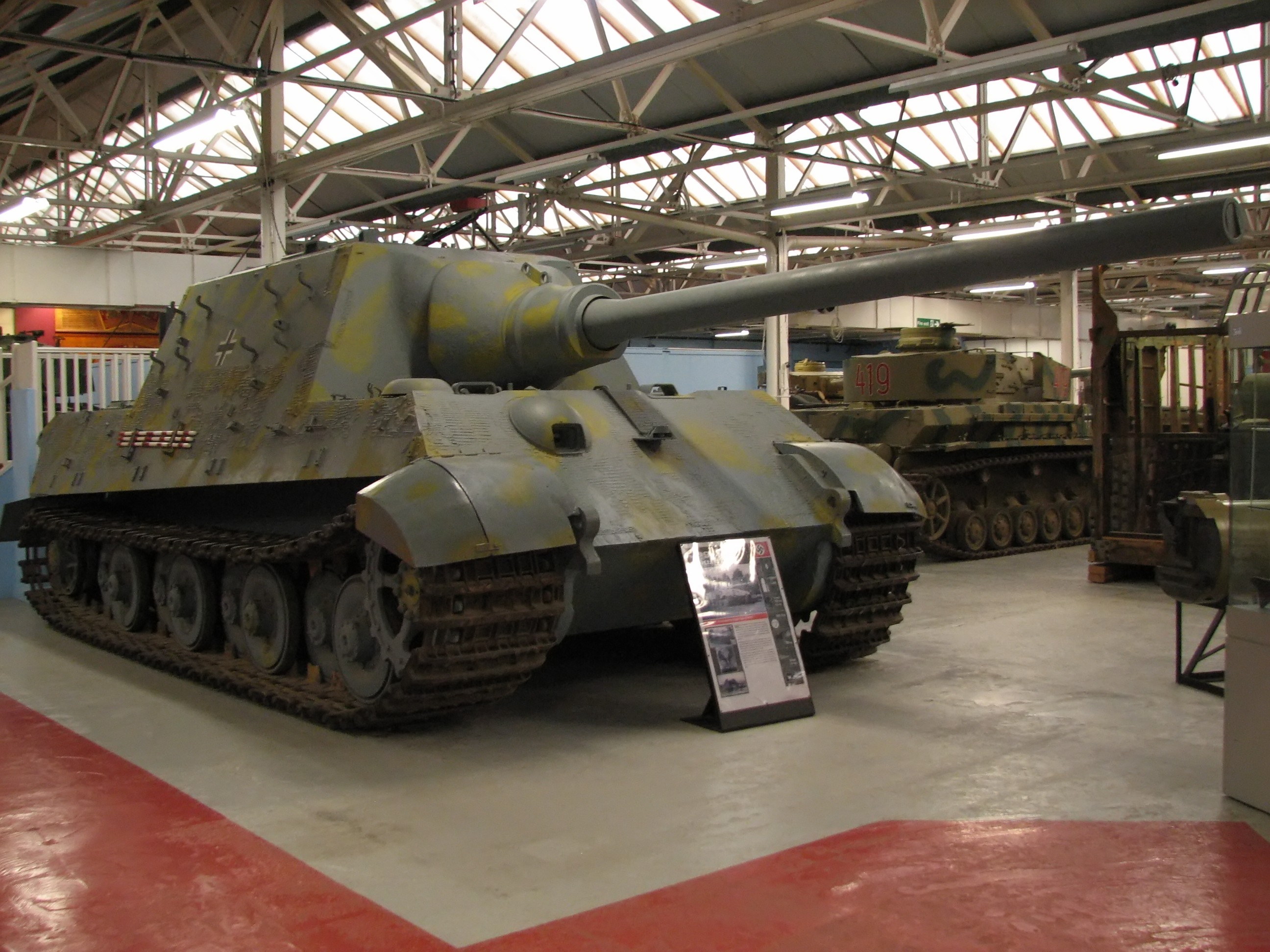
Jagdtiger cu suspensie Porsche, expus la Muzeul Tancului din Bovington, Anglia.

În afară de primele 11 vehicule care aveau suspensie Porsche, singura variantă a fost Sd.Kfz.185, care utiliza tunul PaK 43 (de calibrul 8.8 cm) din cauza lipsei acute de tunuri PaK 44. Aproximativ 12 exemplare au fost construite, dar nu au fost livrate trupelor fiindcă nu aveau sisteme optice instalate.